# 프로키노수쿠스
프로키노수쿠스(Procynosuchus)는 페름기 후기애 살았던 초기 키노돈트 중 하나이며 길이는 60cm였다.
프로키노수쿠스의 화석은 러시아, 독일, 잠비아, 남아공에서 발견되었다.

## 특징
프로키노수쿠스는 초기 키노돈트의 특징을 가지고 있었으나 수궁류와 구별되는 특징도 가지고 있었다. 이러한 특징 중 일부는 1980년, 토마스 캠프에 의해 반수생 생활의 적응으로 밝혀졌다.

## 학명
프로키노수쿠스는 1937년 남아프리카의 고생물학자 로버트 브룸에 의해 이름 지어졌는데 로버트 브룸은 이미 1931년에 프로키노수쿠스를 키르바시오돈{Cyrbasiodon)이라고 명명 했었다. 또 다른 학명인 파라트리낙소돈(Parathrinaxodon)은 1936년 파링톤에 의해 명명 되었다. 이 학명은 프로키노스쿠스의 동의어로 간주되고 있다.